# Atsotitzak
Atsotitzak est un mot basque que signifie "les proverbes" en français.

Étymologiquement, Atso = vieille femme, hitzak = des paroles donc Atsotitzak = paroles de vieille femme.